# ユースタシー
ユースタシー（eustasy）とは、土地の隆起・沈降による見かけの海水準（海面）の変化ではなく、地球規模で海水準そのものが垂直的に変位する現象を指す。つまり海水量の変動、海面そのものの絶対的な運動による海面変動をさす。これは海成段丘のような地形面や旧汀線が広範囲にわたって世界的に対比され、昔の海水準の高度がある程度一様に示されていることから言える。
また、ユースタシーはユースタティズム（eustatism）、ユースタティック運動と表記されることもあり、海岸地形でよく示される。1888年にエドアルト・ジュース(*)が初めてユースタティック（eustatic）という形容詞を使用したことが始まりとされている。

## 真のユースタシーとは
「真にユースタティックな海面変動」とは、前述の通り世界規模で発生し、後に挙げる氷河性海面変動が主で、火山活動により地球内部から放出される処女水など新たな海水追加によるものも含むものである。したがって、海水量の変化なしに世界的に生ずる海面変動は固体地球の運動の結果発生するので、厳密にいえばユースタティックな変動でない。しかしここではそれもユースタシーの一つとして取り上げる。

## ユースタシーの原因
ユースタシーの原因として次の4つを挙げる。
1. 海水の体積変化
2. 海底地形の変化
3. ジオイドの変形
4. 天体の引力

1. は真にユースタティックな海面変動にあたり、2. ～4. は厳密にはユースタティックな変動ではない。

## 海水準の調査
海面変動の原因やその速度を計測する方法を以下に挙げる。
検潮儀 (tide gauge) の記録
短い時代しかさかのぼることができないという欠点がある。また現在における海水準の変化を知ることができるが、陸地に対する海面の高度を表現するものであるためユースタティックの海水準の変化だけでなく、地殻変動による土地の隆起・沈降の結果も含む。よって、ユースタティックの海水準の変化を観るには、記録が示す値の中から地域的な地殻変動の影響を除去して海面変化量を考えねばならない。過去50年間には検潮記録による海水準は常に上昇傾向を示し、その速度は1年に1～2mm程度である。また近年になるほど速度を増しているといわれている。
過去の海面高度の測定
現在の海面高度を基準とし、陸や海底に残された旧海岸線の地形や旧海浜堆積物の高さを測定することで測られる。また、年代測定には、14Cによる有機物の年代測定、海底生物起源の炭酸塩、特に造礁サンゴのU、Pa、Th (Io) などの放射性核種による年代測定、火山灰中のガラスや鉱物のフィッション・トラック法やK-Ar法による年代測定がある。これらにより海面変化の年代的推移が明らかになり海面変化の速さや地殻変動の早さも明らかになる。
海面変化曲線
海面の高度(深度)と年代を座標として現在の海面を基準とし、過去の海面変化の軌跡を求める。また氷河性海面変化に地盤運動の効果を重ね合わせて描いたものであるため、地盤運動の効果を除かねばユースタティックな海面変化曲線にはならない。

## 氷河性海面変動 (glacial eustasy)
原因 1. にあたり、第四紀における氷期、間氷期といった大規模な気候変動に由来する氷河の消長に伴って、海水量が大きく増減し、このため海面が変動する現象。これは C. Maclaren (1842) により初めて氷河性海面変動（昇降）説として言及された。海岸段丘や河岸段丘の多くはこの変動により形成される。よってこの現象は海底地形、海岸地形、河岸段丘、第四紀層の層相、古気候などの証拠から立証される。また、堆積性海面変化や変動性海面変化と比較すると海水準変動が急速で明瞭にあらわれる。つまり変動周期が短く変動量も大きい。また、海洋底の形態変化に伴う海流系の変化や山地形成に伴う大気循環の変化に支配されている。中世紀後期の海水準変動はこの要素を多く含む。現在、ユースタシーをひき起こす最も重要な原因とされている。
　
第四紀における氷期
海水準は現在の海面よりも105～137mも低く、現在の大陸棚の大部分が海面上に現れていた（離水）と考えられる。仮に、現在、南極大陸、グリーンランド、その他の寒冷地域に存在する氷河が全部溶けたとすれば、海面は約70m上昇すると推定される。
　
氷河性海面変化現象は現在も進行している
1850年ころから世界的な気候の温暖化が始まり、海水準上昇速度と同じ傾向を示す。つまり気候の温暖化と氷河の融解との間の時間的ずれはきわめて少なく、氷河性海面変化現象は現在でも進行していると考えられる。

## 堆積性海面変動 (sediment eustasy)
陸地が侵食され、その侵食物質が海に運ばれ、多量に海底に堆積する場合に海水準が上昇する現象。仮に、全陸地の海面上に現れた部分がすべて削り取られて、その物質が海底に堆積したとすれば、約200mの海水準の上昇が見積もられる。

## 変動性海面変動 (tectonic eustasy)
原因 2. に相当する。マントルプルームやマントルの冷却などに伴う海洋地殻の構造運動（地殻変動）、海底火山の噴火などにより大洋底の地形が変化することで、海水準が上下に変動する現象。つまり海水の入れ物の形や容積が変化するのであり海水量に変化はないとする考え方である。
また、変動性海面変動は次の4種類に分類される。
1. 海水の荷重変化による弾性的～アイソスタティック変形
2. 氷河の荷重変化による弾性的～アイソスタティック変形の海底への影響
3. 堆積物の荷重による変形
4. テクトニックな変形

広義には 1.～4. を含み、狭義には 4. のみを示す。
　
中央海嶺の体積や長さの変化
海洋底の拡大速度の変化に大きく支配される。海嶺系の運動が活発な時期は新しい海洋底の生産が頻繁に行われる。古い海洋底は重くなって沈むので水深が深くなるのに対し、若い海洋底は温かくて浮上があるので浅い。つまり、海洋底拡大速度が増大すると、若い海洋底の面積が広がるので、海洋底の水深がより浅くなり、海水準が上昇する。逆に、大陸が衝突すると大陸間に存在した海洋底が失われ、海嶺の長さが縮小したり、海洋底の拡大速度が減少すると若い海洋底の面積が相対的に減少するので海洋底の水深が深くなり、海水準が低下する。

## ジオイダルユースタシー
原因 3. に相当する。岩体、氷河などが大量に移動した結果ジオイドが変形して生じる海面変動。
ジオイドの変形
平均海水面を陸地にまで延長し地球全体を覆う仮想の面を geoid（地球に似たもの）という。ジオイドは重力方向すなわち鉛直線に垂直なため海洋面では平均海水面と一致するが、陸地内では地表面と一致しない。このジオイドが変形すると地球の質量分布の変化、地軸の移動、地球回転速度の変化といった固体地球の変形を伴う。

## 潮汐性海面変動
原因 4. に相当する。月および太陽といった天体の引力による潮の満ち引きが原因で起きる現象。